# Nordicisme
Ne doit pas être confondu avec Nordisme.
Le nordicisme est une idéologie du racisme qui considère le concept de race historique de la « race nordique » comme un groupe racial en danger et supérieur. Les œuvres notables qui y sont liées incluent le livre de Madison Grant, The Passing of the Great Race (1916), l'Essai sur l'inégalité des races humaines, écrit par Arthur de Gobineau en 1853, les divers écrits de Lothrop Stoddard ; The Foundations of the Nineteenth Century de Houston Stewart Chamberlain (1899)  et, dans une moindre mesure, Les Courses d'Europe de William Z. Ripley (1899). L'idéologie devient populaire à la fin du XIXe et au XXe siècle en Europe germanophone, en Europe du Nord-Ouest, en Europe centrale et en Europe du Nord, ainsi qu'en Amérique du Nord et en Australie.
La croyance selon laquelle le phénotype nordique serait supérieur à tous les autres est adoptée sous le nom d'« anglo-saxonisme » en Angleterre et aux États-Unis, de « teutonicisme » en Allemagne et de « frankisme » dans le nord de la France. La théorie de l'existence d'une « race nordique » et de la supériorité de celle-ci et des nations d'Europe du Nord-Ouest ont été l'un des moteurs des discriminations contre les Italiens, les Juifs, les Slaves, les Hongrois, etc..
L'astronome Jean-Sylvain Bailly est l'un des premiers penseurs à développer cette idée, reprise par la suite par Hans Günther, un anthropologue proche d'Himmler.
Le Rashtriya Swayamsevak Sangh, une organisation paramilitaire et ultranationaliste hindoue, adhère à une variante de cette idéologie et s'inspire ouvertement du Lebensborn nazi afin de faire naître des « enfants parfaits, grands et à la peau claire » et « supérieurement intelligents »,.